# Esmé Patterson
Pour les articles homonymes, voir Patterson.
Esmé Patterson est une musicienne américaine originaire de Denver, dans le Colorado.  Elle est une ancienne membre du groupe d'indie folk Paper Bird. Son style s'inscrit dans le folk américain.

## Carrière
Esmé Patterson commence sa carrière dans le groupe nommé Paper Bird (en). En 2012, elle entame sa carrière solo, et sort un premier album intitulé All Princes, I. En 2015, elle sort un deuxième album, Woman to Woman,,. En 2016, elle publie We Were Wild, son troisième disque. Fin 2016, Patterson sort un split avec William Elliott Whitmore (en).

## Discographie
- All Princes, I (2012)
- Woman to Woman (2015)
- We Were Wild (2016)